# Vyskeř (Jičínská pahorkatina)
Vyskeř (466 m n. m.) je vrch v okrese Semily v Libereckém kraji, v CHKO Český ráj, asi 5 km jižně od Turnova. Na jižním úpatí vrchu leží obec Vyskeř, do jejíhož katastrálního území vrch náleží.

## Popis kopce

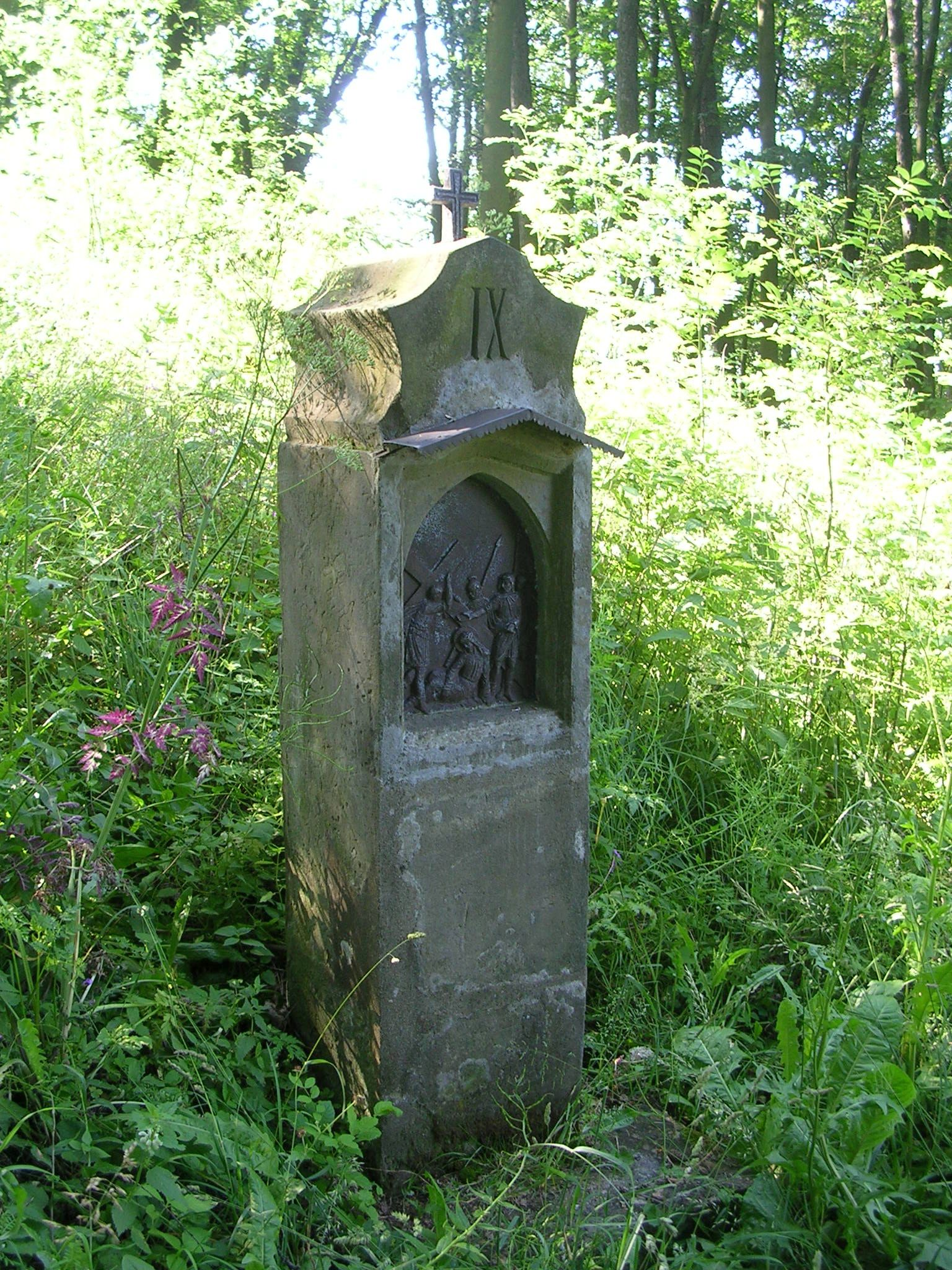
Křížová cesta Vyskeř, zastavení IX

Vrch Vyskeř je nejvyšší bod severozápadní části Českého ráje. Roku 1886 místní občané kopec zalesnili, a omezili daleké výhledy z něj na pět průseků, které jsou směrovány na krajinné dominanty okolí (Trosky, Sobotka, Bezděz, Ještěd a Kozákov). Ze vsi na kopec vede v roce 1999 zrekonstruovaná křížová cesta, informační tabule u jejího počátku (u farního kostela Nanebevzetí Panny Marie) vysvětluje na základě pověsti původ neobvyklého jména obce i kopce.
Od roku 2021/2022 je Vyskeř zcela odlesněna a udržována spásáním, což umožňuje návrat stepní flóry a fauny.[zdroj⁠?!]

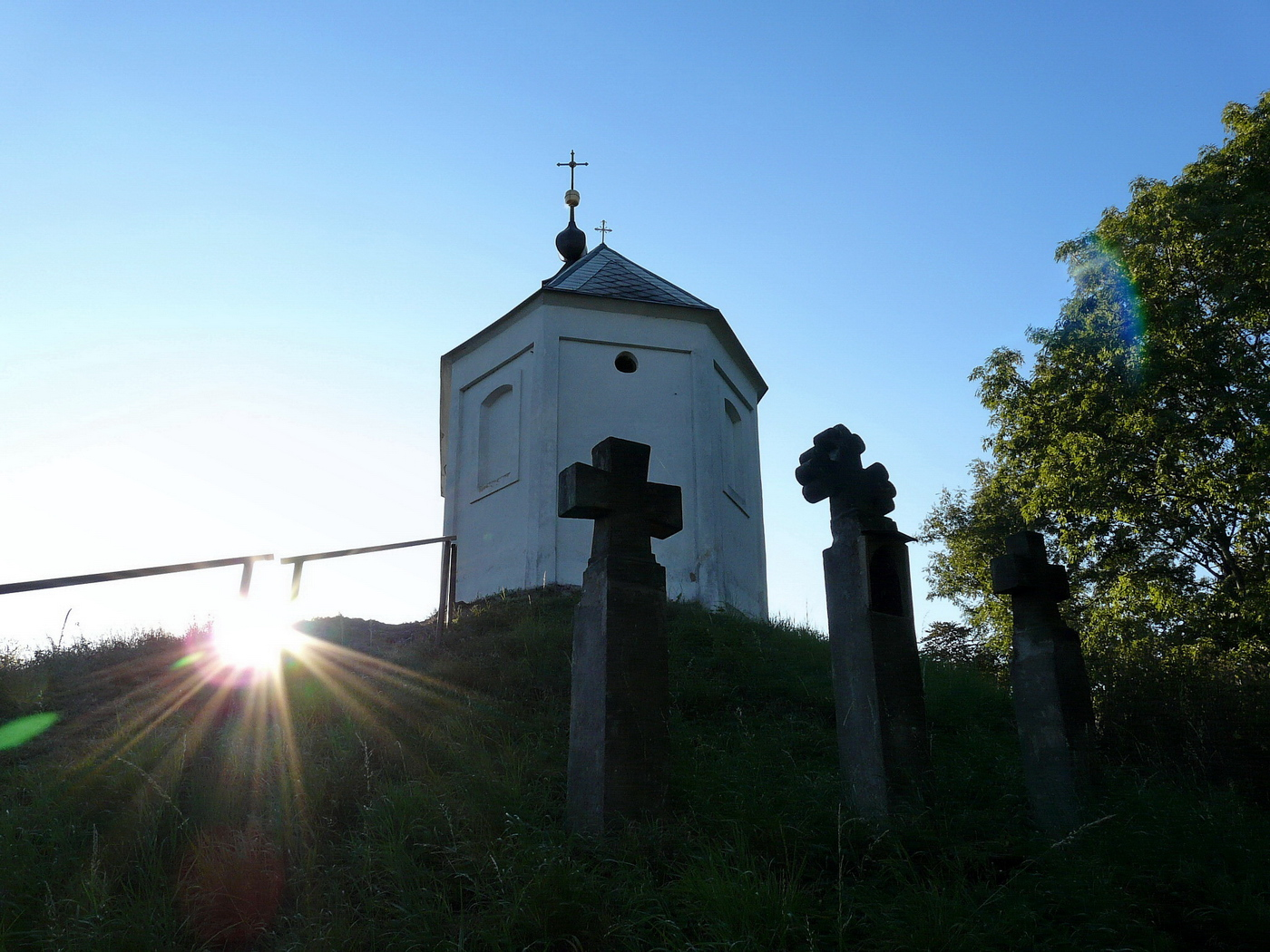
Kaple svaté Anny na Vyskeři

## Geomorfologické zařazení
Vrch náleží do celku Jičínská pahorkatina, podcelku Turnovská pahorkatina, okrsku Vyskeřská vrchovina a podokrsku Hruboskalská vrchovina, jejímž je Vyskeř nejvyšším vrcholem.

## Přístup
Automobilem lze dojet do horní části obce, odkud vede na samotný vrchol modrá turistická značka podél zastavení křížové cesty.